# Christa Herricht
Elsa Christa Herricht (geborene Elsa Christa Dutschmann; * 28. August 1937; † 30. Mai 2001 in Berlin) war eine deutsche Tänzerin und Schauspielerin.

## Leben

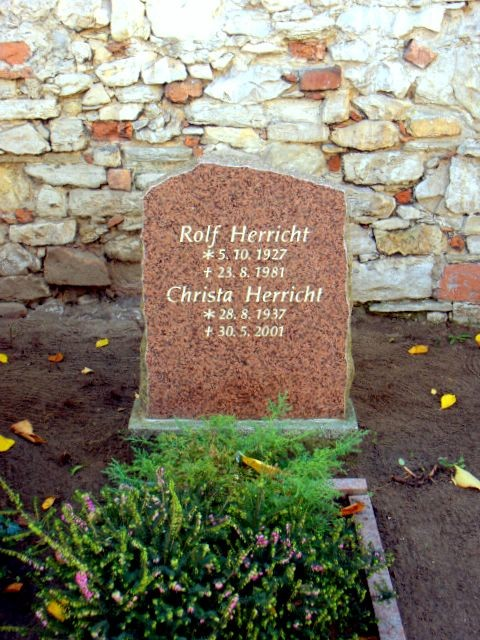
Inzwischen aufgelöste Grabstätte

Christa Herricht absolvierte nach ihrem Schulabschluss in Ost-Berlin eine klassische Ballett-Ausbildung. Sie trat als Tänzerin in zahlreichen Ballett-Aufführungen, Musicals, Varieté-Shows und in Theaterstücken auf. Sie war als festes Ensemblemitglied viele Jahre lang am Metropol-Theater Berlin-Mitte engagiert.
Von 1983 bis 1991 wirkte sie in einigen DEFA-Filmen und Fernsehserien des Deutschen Fernsehfunks als Schauspielerin mit.
Sie war von 1968 bis zu seinem Tod im Jahr 1981 mit dem Schauspieler und Komiker Rolf Herricht verheiratet. Aus der Ehe ging eine Tochter hervor, Dana (* 1969). Die Familie lebte in einer Wohnung unweit des Alexanderplatzes und besaß ein Wochenendhaus in Groß Köris. Christa Herricht starb am 30. Mai 2001 im Alter von 63 Jahren. Sie wurde im Grab ihres Ehemannes auf dem Französischen Friedhof beigesetzt. Im Jahr 2021 wurde das Grab eingeebnet.

## Filmografie
- 1983: Zille und ick
- 1986: Der Traum vom Elch
- 1987: Ferienheim Bergkristall: So ein Theater (Fernsehfilm)
- 1989: Ferienheim Bergkristall: Alles neu macht der May (Fernsehfilm)
- 1990: Klein, aber Charlotte (Fernsehserie, 1 Folge)
- 1991: Aerolina (Fernsehserie, 1 Folge)